# Pump Up the Valuum
Pump Up the Valuum ist das achte Studioalbum der amerikanischen Punkrockband NOFX, das 2000 über Epitaph Records veröffentlicht wurde, das letzte Album der Band auf diesem Label.

## Hintergrund
Das Album wurde von 1999 bis 2000 in den Motor Studios, San Francisco, Kalifornien, aufgenommen und von Ryan Greene mit Fat Mike produziert. Der Titel des Albums schreibt das Wort „Valium“ absichtlich falsch, um eine Klage zu vermeiden, ähnlich der, mit der die Melvins wegen ihres Albums Lysol konfrontiert waren. Dies wird im Booklet des Albums 45 or 46 Songs... erklärt.
Das erste Lied, And Now for Something Completely Similar, ist eine Parodie auf das berühmte Sprichwort „And Now for Something Completely Different“ aus den Monty-Python-Sketchen. Als Scherz klingt das Intro sehr ähnlich wie Linoleum aus dem 1994er Album Punk in Drublic der Band, bis hin zu El Hefe, der seine Stimme aufwärmt, bevor das Lied beginnt, während der Solo-Basspart an Shadows of Defeat von Good Riddance erinnert. Beide Ähnlichkeiten werden auch im Liedtext thematisiert.
Das Lied Dinosaurs Will Die enthält einen Teil des Intro-Sketches aus dem The F.U.’s-Song Civil Defense vom Album Kill For Christ. Die Worte, die während dieses Intros gesprochen werden („This is not a test of the emergency broadcast system“), erscheinen auch im Bad-Religion-Song Los Angeles Is Burning auf ihrem 2004er Album The Empire Strikes First. Die Band nahm acht weitere Songs auf, die in der endgültigen Version des Albums weggelassen wurden. Laut Fat Mike wurde „...der Titelsong ‚Pump Up the Valuum‘ aus dem Album gestrichen. Das ist seltsam. Wir haben ihn Epitaph für Punk O Rama 5 gegeben.“ Drei weitere Songs wurden im Pump Up the Valuum-Booklet erwähnt, die an anderer Stelle erschienen: Medio-core (später auf The War on Errorism, 2003); Insulted by Germans (später in 7" of the Month #1, 2005, und Wolves in Wolves‘ Clothing, 2006) und One Way Ticket to Fuckneckville (später in Aggropop Now 2003, The War on Errorism und 7" of the Month Nr. 7, 2005). Weitere Outtakes sind Pods and Gods, Lower, Bath of Least Resistance, San Francisco Fat und Pump Up the Valium.

## Rezeption
Allmusic vergab vier von fünf Sternen und schrieb: „While not as good as Punk in Drublic or The Longest Line, it should satisfy most punk fans’ cravings.“

## Titelliste
Alle Songs wurden von Fat Mike geschrieben.
| No.          | Titel                                           | Länge |
| ------------ | ----------------------------------------------- | ----- |
| 1.           | "And Now for Something Completely Similar"      | 0:58  |
| 2.           | "Take Two Placebos and Call Me Lame"            | 2:25  |
| 3.           | "What's the Matter With Parents Today?"         | 1:58  |
| 4.           | "Dinosaurs Will Die"                            | 2:58  |
| 5.           | "Thank God It's Monday"                         | 1:39  |
| 6.           | "Clams Have Feelings Too (Actually They Don't)" | 2:32  |
| 7.           | "Louise"                                        | 1:49  |
| 8.           | "Stranger Than Fishin'"                         | 1:05  |
| 9.           | "Pharmacist's Daughter"                         | 1:58  |
| 10.          | "Bottles to the Ground"                         | 2:20  |
| 11.          | "Total Bummer"                                  | 2:13  |
| 12.          | "My Vagina"                                     | 2:36  |
| 13.          | "Herojuana"                                     | 2:46  |
| 14.          | "Theme From a NOFX Album"                       | 4:18  |
| Gesamtlänge: | Gesamtlänge:                                    | 31:35 |

## Mitwirkende
- Fat Mike – vocals, bass
- Eric Melvin – guitar, accordion
- El Hefe – guitar
- Erik Sandin – drums
- Spike Slawson – additional vocals
- Bill Hansson – accordion
- Ryan Greene, Fat Mike – producers
- Ryan Greene – mixing, recording
- Adam Krammer – additional engineer